# Come Fly with Me (album de Michael Bublé)
Pour les articles homonymes, voir Come Fly with Me.
Albums de Michael Bublé
Michael Bublé (album) Caught in the Act
Come Fly With Me est un album et DVD enregistré en spectacle par le chanteur Michael Bublé en 2004.

## CD
1. Nice 'N Easy (studio)
2. Can't Help Falling in Love (studio)
3. My Funny Valentine (live)
4. Mack the Knife (live)
5. Fever (live)
6. You'll Never Know (live)
7. For Once in My Life (live)
8. Moondance (live)

## DVD
1. Come Fly with Me
2. For Once in My Life
3. You'll Never Know
4. Kissing a Fool
5. Sway
6. Mack the Knife
7. That's All
8. Fever
9. How Can You Mend a Broken Heart
10. The Way You Look Tonight
11. Moondance
12. My Funny Valentine
13. The Way You Look Tonight (Bonus AOL)
14. For Once in My Life (Bonus AOL)
15. Kissing a Fool (Bonus AOL)